# Antônio Carneiro Leão
Antônio Carneiro Leão (Recife, 2 de julho de 1887 — Rio de Janeiro, 31 de outubro de 1966) foi um educador, professor, e escritor brasileiro, imortal da Academia Brasileira de Letras.

## Biografia
Filho de Antônio Carlos Carneiro Leão e Elvira Cavalcanti de Arruda Câmara Carneiro Leão.
Formado em direito pela Faculdade do Recife em 1911, tornou-se professor universitário nesta mesma entidade, lecionando até 1914.
Mudando-se para o Rio de Janeiro, então capital da República, onde ensinou e ocupou funções administrativas, tais como a direção geral de instrução (de 1922 a 1926), quando fundou diversas escolas.
Voltando para o Recife, foi Secretário de Interior, Justiça e Educação, em 1929-1930, quando promoveu a reforma do ensino em Pernambuco, inovando "nos métodos pedagógicos e tornado a instrução pública daquele estado uma das mais modernas do país".
Idealizou e dirigiu o Centro Brasileiro de Pesquisas Pedagógicas, entidade vinculada à então denominada Universidade do Brasil.
Exerceu ainda inúmeras outras funções no magistério superior no Brasil, como ainda atuou como professor-visitante em instituições dos Estados Unidos, França, Uruguai e Argentina.
Escreveu para diversos jornais, sendo fundador de "O Economista". Foi membro do Instituto Histórico e Geográfico Brasileiro, do Instituto da França e da Academia das Ciências de Lisboa.
Encontra-se colaboração da sua autoria na revista Atlantida (1915-1920).

## Títulos e homenagens
Foi Carneiro Leão emérito educador, merecendo por sua obra diversas homenagens, tais como:
- Doutor honoris causa - Universidade de Paris;
- Doutor honoris causa - Universidade Autônoma do México;
- Oficial na Legião de Honra, em França.

## Academia Brasileira de Letras
Foi escolhido em 1944 para a Academia Brasileira de Letras, tendo disputado a eleição com o jurista Povina Cavalcanti, o militar Afonso de Carvalho, o médico Luís Filipe Vieira Souto, Lamartine Mendes, e o jornalista Arnaldo Claro São Tiago.
Tendo sido recebido em 1º de setembro de 1945 por Barbosa Lima Sobrinho. Ocupou a cadeira 14, que tem por patrono Franklin Távora, da qual foi o segundo membro.